# Lợn Ba Xuyên

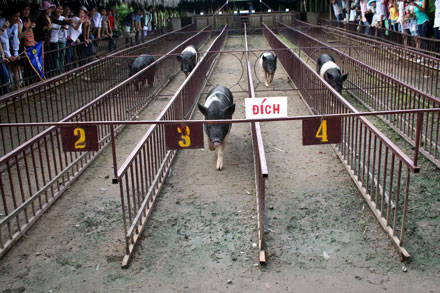
Một con lợn Ba Xuyên ở Mỹ Khánh

Lợn Ba Xuyên hay còn có tên gọi khác là heo bông là một giống lợn lai có nguồn gốc từ miền Nam Việt Nam. Lợn Ba Xuyên có nguồn gốc từ huyện Mỹ Xuyên thuộc tỉnh Sóc Trăng, chúng là con lai giữa lợn Bershire với lợn địa phương (lợn Bồ Xụ) từ năm 1930. Chúng phân bố rải rác ở các tỉnh Sóc Trăng, Vĩnh Long, Cần Thơ, Tiền Giang, Kiên Giang, An Giang, Long An và Đồng Tháp.

## Đặc điểm

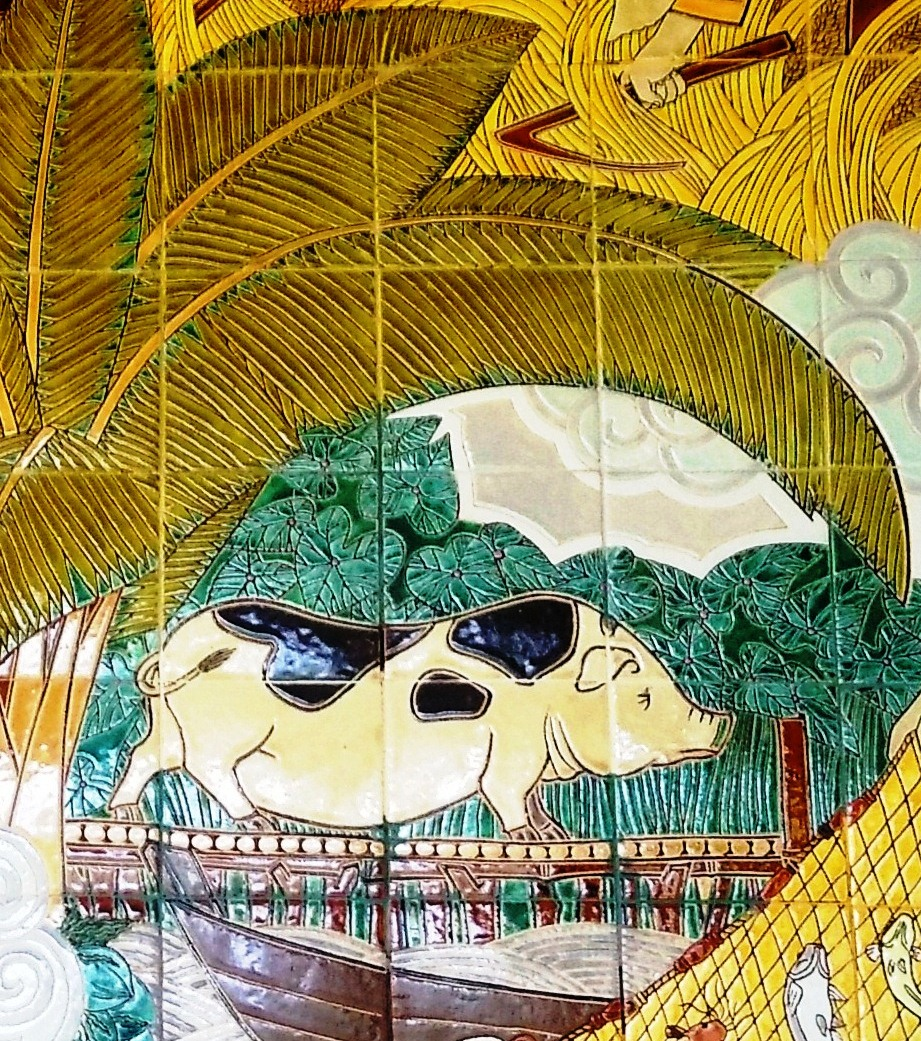
Một phần bức tranh gốm tại đền Bến Dược miêu tả cảnh sinh hoạt hàng ngày của lưu dân khai phá Nam Bộ xưa, trong đó một mảng bức tranh có mô tả về một con lợn, nó được thiết kế chịu ảnh hưởng bởi giống lợn Ba Xuyên của vùng Nam Bộ với đặc trưng là có những đốm lang trắng